# Ransdaal
Ransdaal (Limburgs: Ranzel) is een kerkdorp, gelegen in het Ransdalerveld in de Nederlands-Limburgse gemeente Voerendaal. Ransdaal heeft ongeveer 895 inwoners. Bij Ransdaal horen ook de buurtschappen Lubosch met ongeveer 20 inwoners en Termoors met ongeveer 30 inwoners.

## Geschiedenis
Ransdaal ontstond in de middeleeuwen. In 1913-1914 werd direct ten noorden van Ransdaal de spoorlijn Heerlen - Schin op Geul aangelegd en kreeg Ransdaal een station.
Ransdaal behoorde tot 1940 deels bij de voormalige gemeente Schin op Geul, deels bij de vroegere gemeente Klimmen en Wijlre en daarna deels bij Valkenburg-Houthem tot de gemeentelijke herindeling op 1 januari 1982, toen het dorp bij de gemeente Voerendaal werd gevoegd.

## Natuur en landschap
Ransdaal ligt op het Centraal Plateau op een hoogte van ongeveer 120 meter. De omgeving is zacht glooiend en op de lössbodem vindt men vooral landbouw, en enkele bescheiden stukjes bos, waaronder het Krekelbos.

## Bezienswaardigheden
- In 1932 werd de Sint-Theresiakerk gebouwd, gebouwd van Kunradersteen, in traditionalistische stijl. De architect was Frits Peutz. De toren doet on-Limburgs aan, met een zadeldak.
- Enkele typisch Limburgse carréboerderijen en vakwerkhuizen, met name aan de Ransdalerstraat nummers 10, 27, 28, 30, 32 en 43.
- Bij het dorp ligt het station Klimmen-Ransdaal (1913) aan de spoorlijn Maastricht – Heerlen. De naam van het station is gekozen omdat het vroeger in de toenmalige gemeente Klimmen stond. Het station is geklasseerd als rijksmonument.

Zie ook
- Lijst van rijksmonumenten in Ransdaal

## Trivia
- De toeristische Mergellandroute doet Ransdaal aan.
- In 1982 verscheen een boek over de geschiedenis van Ransdaal van de Valkenburgse amateur-historicus Léon Pluymaekers: Ransdaal, drie heren, een gemeenschap.

## Nabijgelegen kernen
Klimmen, Voerendaal, Kunrade, Ubachsberg, Schin op Geul

## Foto's

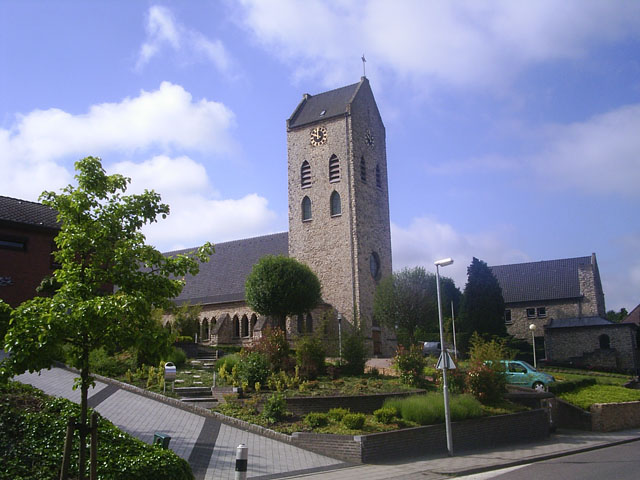
Sint-Theresiakerk
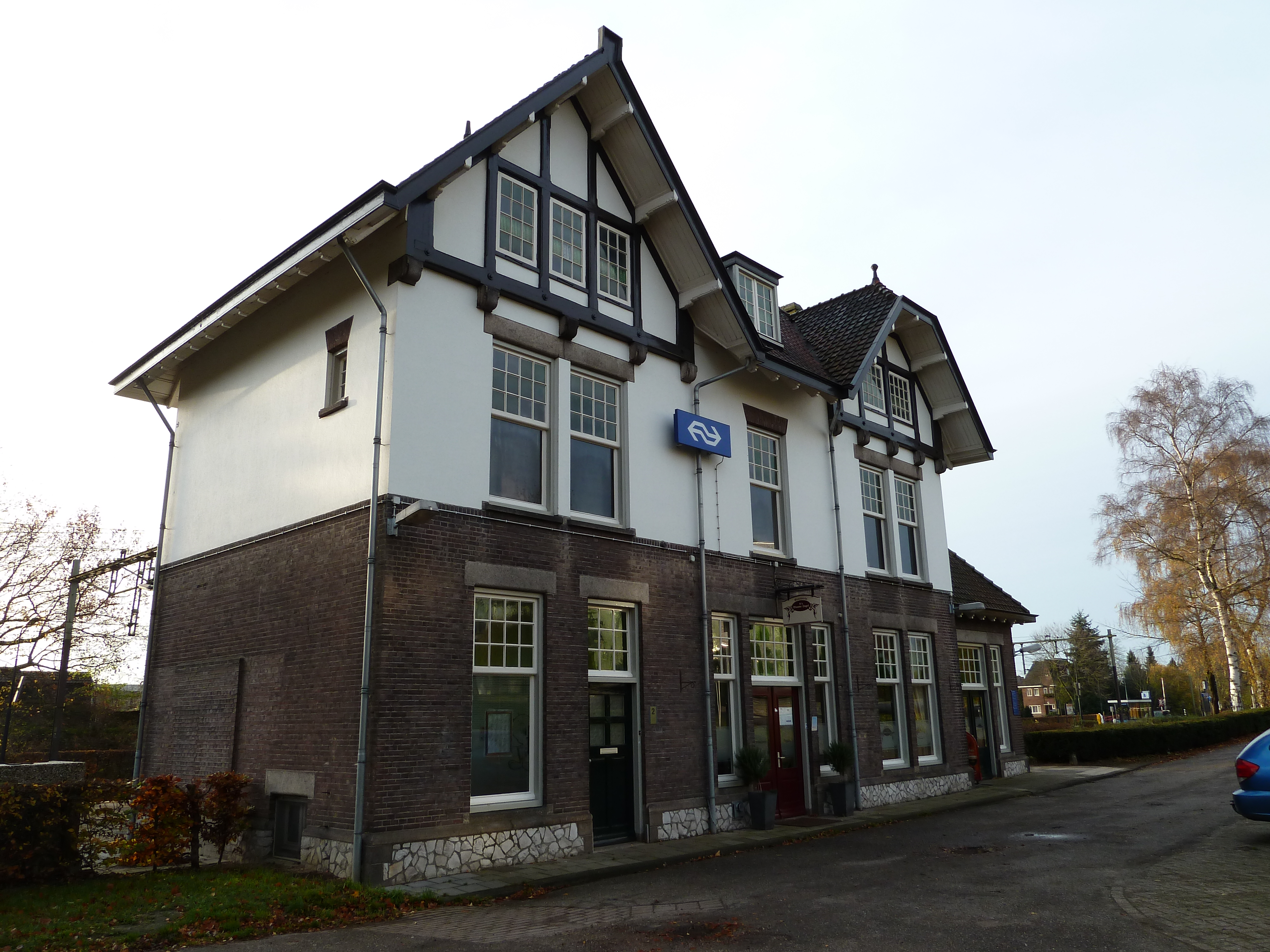
Het station
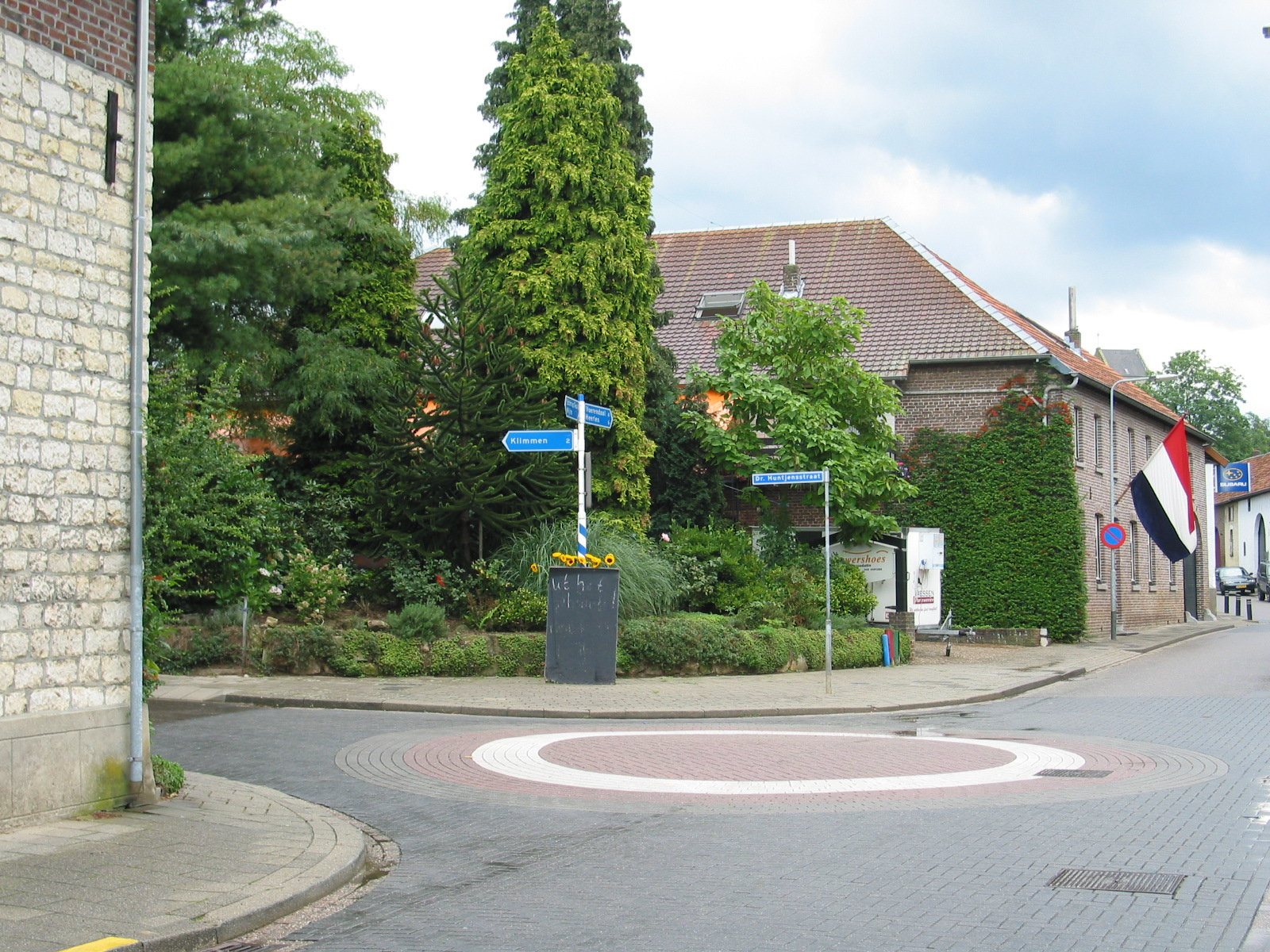
'Punaise' richting station
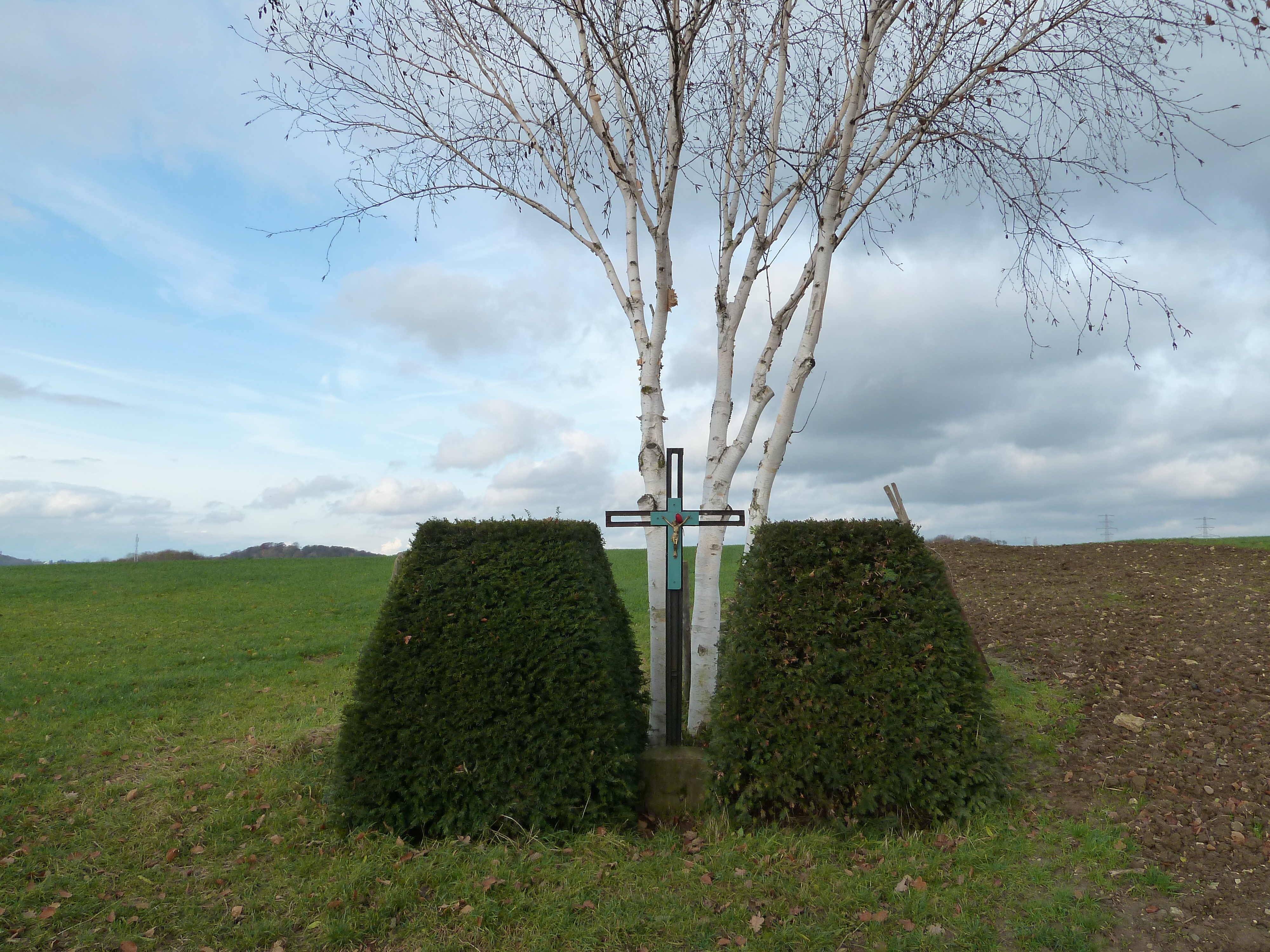
Wegkruis aan de Delkesweg
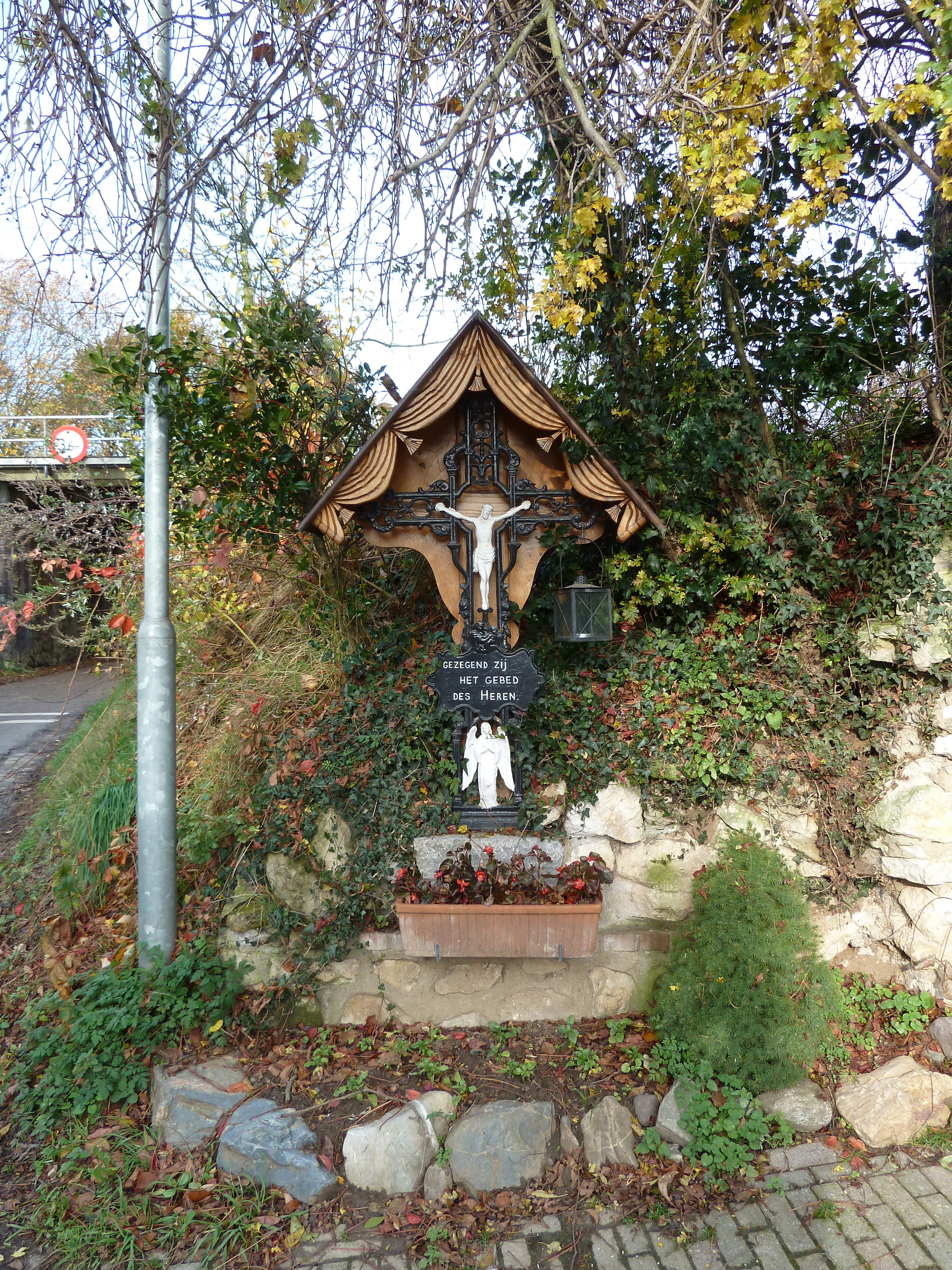
Wegkruis Koulenbergsweg
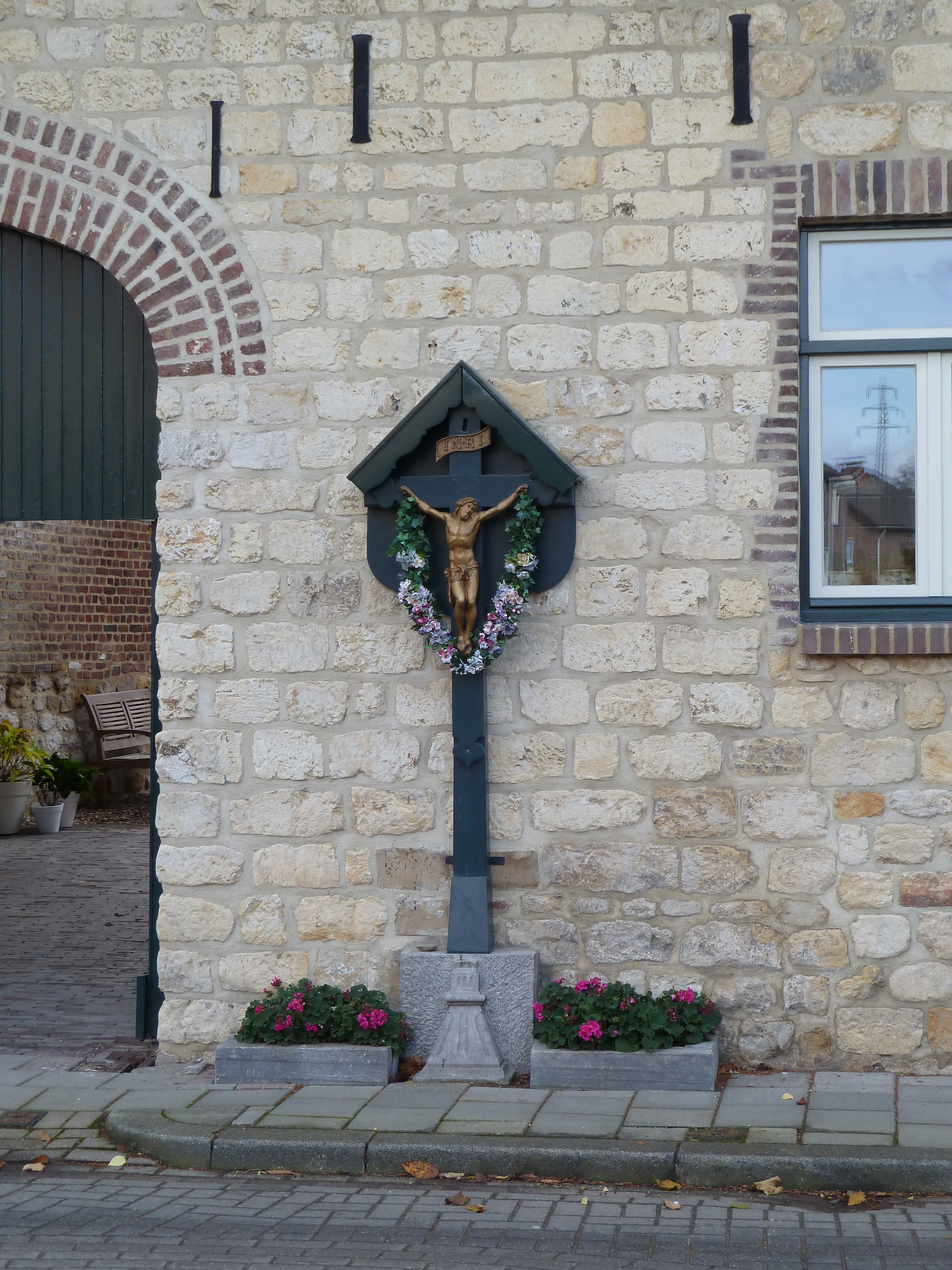
Wegkruis Kampstraat-Ransdalerstraat
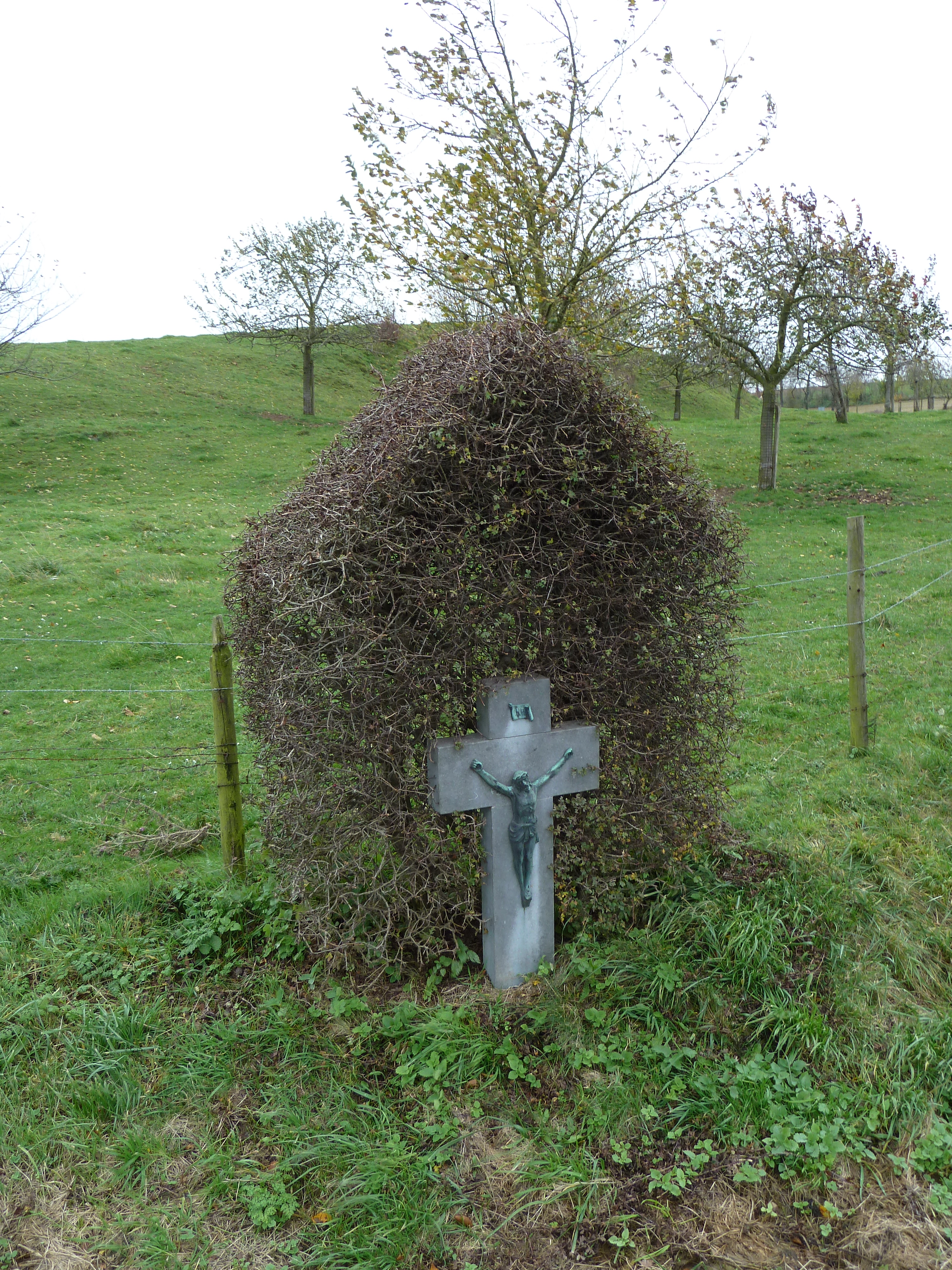
Wegkruis Karstraat-Midweg

Dorpen: Klimmen · Kunrade · Ransdaal · Ubachsberg · Voerendaal

Gehuchten: Colmont · Craubeek · Fromberg · Mingersborg · Retersbeek · Termaar · Weustenrade · Winthagen

Buurtschappen: Barrier · Dolberg · Hellebeuk · Koulen · Kruishoeve · Kunderberg · Lubosch · Opscheumer · Overheek · Termoors · Terveurt

Limburg: Steden en dorpen      Nederland: Provincies · Gemeenten